# Larry Drew II
Larry Donelle Drew II (Encino, California, 5 de marzo de 1990) es un exjugador de baloncesto estadounidense, profesional durante cinco temporadas. Con 1,88 metros de estatura, jugaba en la posición de Base. Es hijo del exjugador y actual entrenador Larry Drew.

## Trayectoria deportiva

### High School
Se formó en el William Howard Taft High School en Woodland Hills, California, donde estuvo de 2004 a 2008. En su último año, en 2008, ganó el Premio John R. Wooden high school a Jugador del Año de la ciudad de Los Ángeles. Ese mismo año fue elegido en el tercer mejor quinteto Parade All-America y participó en el McDonald's All-American Game, donde ganó el concurso de triples.

### Universidad
Empezó su carrera universitaria con los Tar Heels de la Universidad de North Carolina. Como freshman jugó 36 partidos con unos promedios de 1,4 puntos, 1,1 rebotes y 3 asistencias en 9,6 min de media, ayudando a los Tar Heels a conquistar la NCAA en 2009. 
En su temporada sophomore se convirtió en el base titular, ya que Ty Lawson se fue a la NBA. Drew lo estaba haciendo bien, pero los Tar Heels tuvieron un récord de 20-17 y no se clasificaron para el torneo final de la NCAA, sin embargo consiguieron una invitación para jugar el NIT. Drew jugó 37 partidos en los que promedió 8,5 puntos, 2,6 rebotes y 6 asistencias en 26,8 min de media.
En su temporada junior Drew era también el base titular, pero a mediados de enero las cosas cambiaron y el freshman Kendall Marshall le quitó el puesto, cosa que se cree que le tenía descontento junto con los min que jugaba, los puntos o los asistencias y que provocó que el 3 de febrero de 2011 dejara la Universidad de North Carolina en mitad de la temporada. En su último partido con los Tar Heels repartió 9 asistencias en 19 min en la victoria 106-74 sobre Boston College. En los 21 partidos que jugó como junior promedió 4,4 puntos, 2,3 rebotes, 3,9 asistencias y 1,1 robos de balón.
En 2011 fue transferido a UCLA junto con los gemelos David y Travis Wear, también procedentes de la Universidad de North Carolina. Debido a las normas de la NCAA en cuanto a cambio de universidad se refiere, los tres pasaron la temporada 2011-2012 en blanco.
En la 2012-2013, su temporada senior, Drew jugó 35 partidos en los que promedió 7,5 puntos, 2,4 rebotes, 7,3 asistencias y 1,4 robos en 35,5 min de media.  Fue titular indiscutible en los 35 partidos que jugó, compartiendo la posición de base con el freshman Kyle Anderson, además de ser el cuarto mejor pasador universitario de todo el país, lo que le valió para ser incluido en el mejor quinteto de la Pacific-12 Conference junto con su compañero de equipo y actual jugador de los Minnesota Timberwolves, Shabazz Muhammad.
También fue elegido en el mejor quinteto del torneo de la Pacific-12 Conference y aunque sólo jugó una temporada con los UCLA Bruins, batió el récord de asistencias en una sola temporada (239) que estaba en poder de Pooh Richardson (236). A final de temporada jugó el torneo pre-draft Portsmouth Invitational Tournament y el Reese's College All-Star Game. Promedió 2,3 puntos, 1,7 rebotes y 7 asistencias en el Portsmouth Invitational Tournament, y en el Reese's College All-Star Game metió 4 puntos, dio 1 asistencia, cogió 2 rebotes y robó un balón en 12 min

### Profesional
Tras no ser elegido en el Draft de la NBA de 2013, hizo un training camp y jugó la NBA Summer League con los Miami Heat, con quienes acabó firmando en septiembre de 2013, pero fue finalmente descartado antes del inicio de la liga. Firmó poco después con los Sioux Falls Skyforce de la D-League, en 41 partidos con los Skyforce promedió 11,3 puntos, 3,4 rebotes, 7 asistencias y 1,6 robos de balón en 35,5 min de media. 
En julio de 2014 volvió a jugar la NBA Summer League con los Miami Heat. En Las Vegas en 6 partidos promedió 5,6 puntos, 1,5 rebotes, 3,3 asistencias y 1,5 robos de balón en 20,4 min de media, mientras que en Orlando en 5 partidos promedió 2,8 puntos, 1,4 rebotes, 3,8 asistencias y 1,6 robos de balón en 14,9 min de media. Firmó otra vez por los Miami Heat en octubre de 2014, siendo cinco días más tarde enviado a los Sioux Falls Skyforce. Fue oficialmente re-adquirido en noviembre. El 25 de diciembre de 2014 batió el récord de asistencias en un partido de la D-League, logrando 23 en la victoria por 135-129 sobre los Rio Grande Valley Vipers.
Empezó la temporada con los Skyforce pero el 16 de enero de 2015 firmó un contrato por 10 días con los Philadelphia 76ers de la NBA. El 26 de enero volvió a firmar un contrato de 10 días con los 76ers, días más tarde se produjo su debut frente a New Orleans Pelicans, ya que Michael Carter-Williams estaba enfermo y Tony Wroten recuperándose de una lesión de lesionado de rodilla. Debido a las normas de la NBA que no permiten hacer más contratos de 10 días, sino que ya sería un contrato garantizado, los Philadelphia 76ers prefirieron hacerle en febrero de 2015 un contrato de 10 días a Tim Frazier. En los 12 partidos que jugó con los 76ers promedió 3,8 puntos, 1,2 rebotes y 3,7 asistencias en 18,3 min de media. Días más tarde volvió a los Sioux Falls Skyforce. En 42 partidos con los Skyforce promedió 11,1 puntos, 3,6 rebotes, 9,5 asistencias y 1,5 robos en 35,2 min de media. Fue el mejor pasador de la D-League en 2015.
Jugó la NBA Summer League de 2015 con los New Orleans Pelicans, donde en 6 partidos promedió 9 puntos, 3,5 rebotes, 7,8 asistencias y 1,6 robos de balón en 30,2 min de media. Tras estos números fue elegido en el segundo mejor quinteto de la NBA Summer League.
Para la temporada 2015-2016 dio el salto a Europa y firmó con el recién ascendido AS Mónaco Basket.

## Selección nacional
Drew fue miembro de la selección de baloncesto de Estados Unidos que ganó el Campeonato FIBA Américas de 2017.

## Estadísticas

### Universidad
| Año       | Equipo         | PJ  | PT | MPP  | %TC  | %3P  | %TL  | RPP | APP | ROB | TPP | PPP |
| --------- | -------------- | --- | -- | ---- | ---- | ---- | ---- | --- | --- | --- | --- | --- |
| 2008-2009 | North Carolina | 38  | 0  | 9.6  | .351 | .231 | .412 | 1.1 | 1.9 | .4  | .0  | 1.4 |
| 2009-2010 | North Carolina | 37  | 36 | 28.8 | .405 | .352 | .606 | 2.7 | 5.9 | .8  | .0  | 8.5 |
| 2010-2011 | North Carolina | 21  | 17 | 22.8 | .384 | .207 | .677 | 2.3 | 3.9 | 1.1 | .0  | 4.4 |
| 2012-2013 | UCLA           | 35  | 35 | 35.5 | .446 | .433 | .609 | 2.4 | 7.3 | 1.4 | .2  | 7.5 |
| Total     |                | 131 | 88 | 24.0 | .412 | .343 | .601 | 2.1 | 4.8 | .9  | .1  | 5.5 |

### NBA
| Año     | Equipo       | PJ | PT | MPP  | %TC  | %3P  | %TL  | RPP | APP | ROB | TPP | PPP |
| ------- | ------------ | -- | -- | ---- | ---- | ---- | ---- | --- | --- | --- | --- | --- |
| 2014-15 | Philadelphia | 12 | 1  | 18.3 | .345 | .154 | .667 | 1.3 | 3.8 | .5  | .0  | 3.8 |
| 2017-18 | Philadelphia | 3  | 0  | 5.0  | .143 | .000 | –    | .3  | .7  | .0  | .0  | .7  |
| 2017-18 | New Orleans  | 7  | 0  | 7.9  | .353 | .500 | –    | .3  | 1.1 | .0  | .0  | 2.1 |
| Total   | Total        | 22 | 1  | 13.1 | .329 | .200 | .667 | .8  | 2.5 | .3  | .0  | 2.9 |